# Erysimum cantabricum
Erysimum cantabricum là một loài thực vật có hoa trong họ Cải. Loài này được Álv.Mart., Fern.Casado mô tả khoa học đầu tiên năm 1987.